# Crawl Island
Crawl Island är en ö i Bermuda (Storbritannien).   Den ligger i parishen Sandys, i den västra delen av landet, 6 km väster om huvudstaden Hamilton.